# 烏尼翁鎮 (拉里奧哈省)
29°18′S 68°12′W / 29.300°S 68.200°W

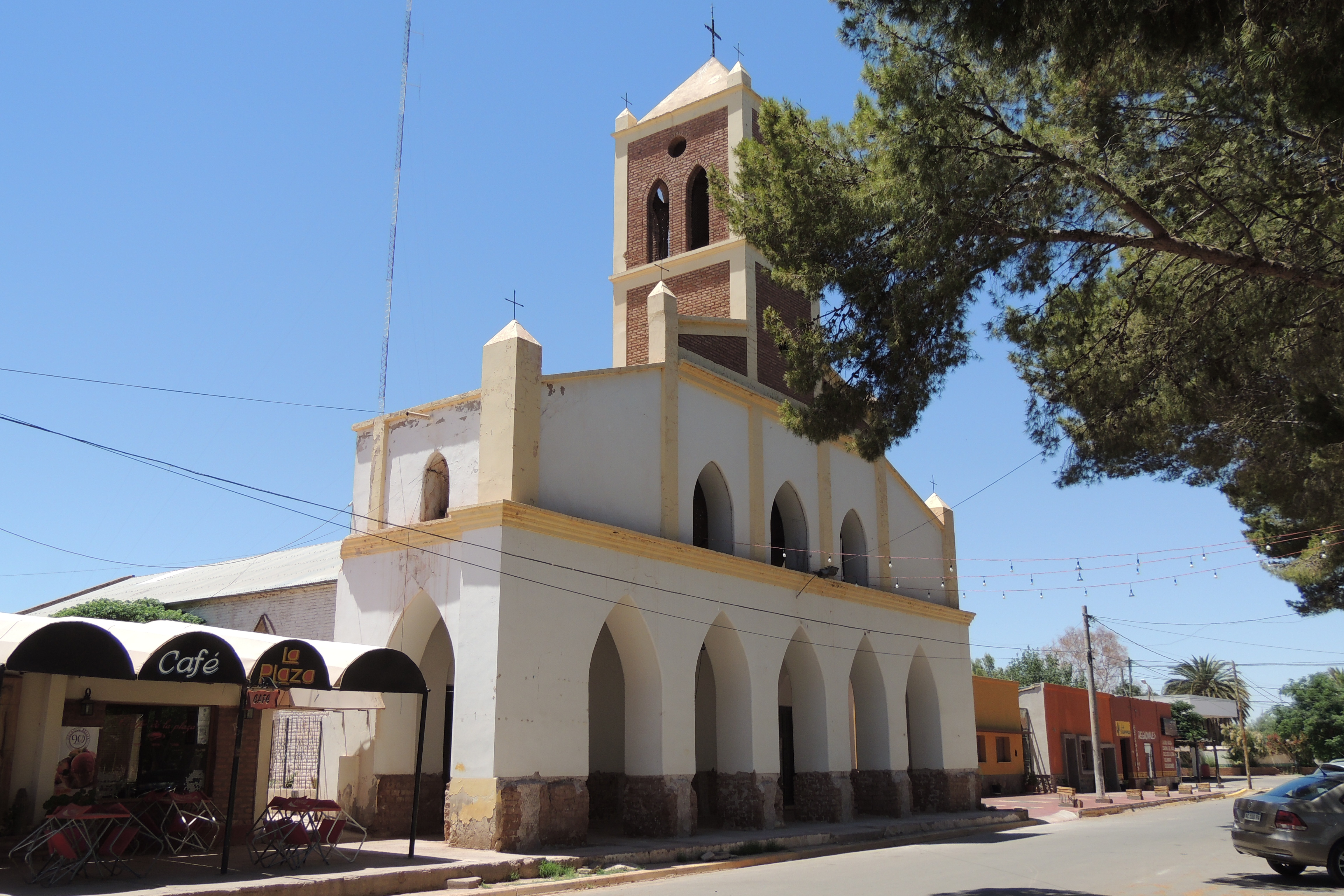
烏尼翁鎮

烏尼翁鎮（西班牙語：Villa Unión），是阿根廷的城鎮，位於該國西部拉里奧哈省，是費利佩瓦雷拉上校縣的首府，始建於1881年9月9日，面積9,184平方公里，海拔高度1,155米，2010年人口4,931，人口密度每平方公里0.54人。